# 单皇后

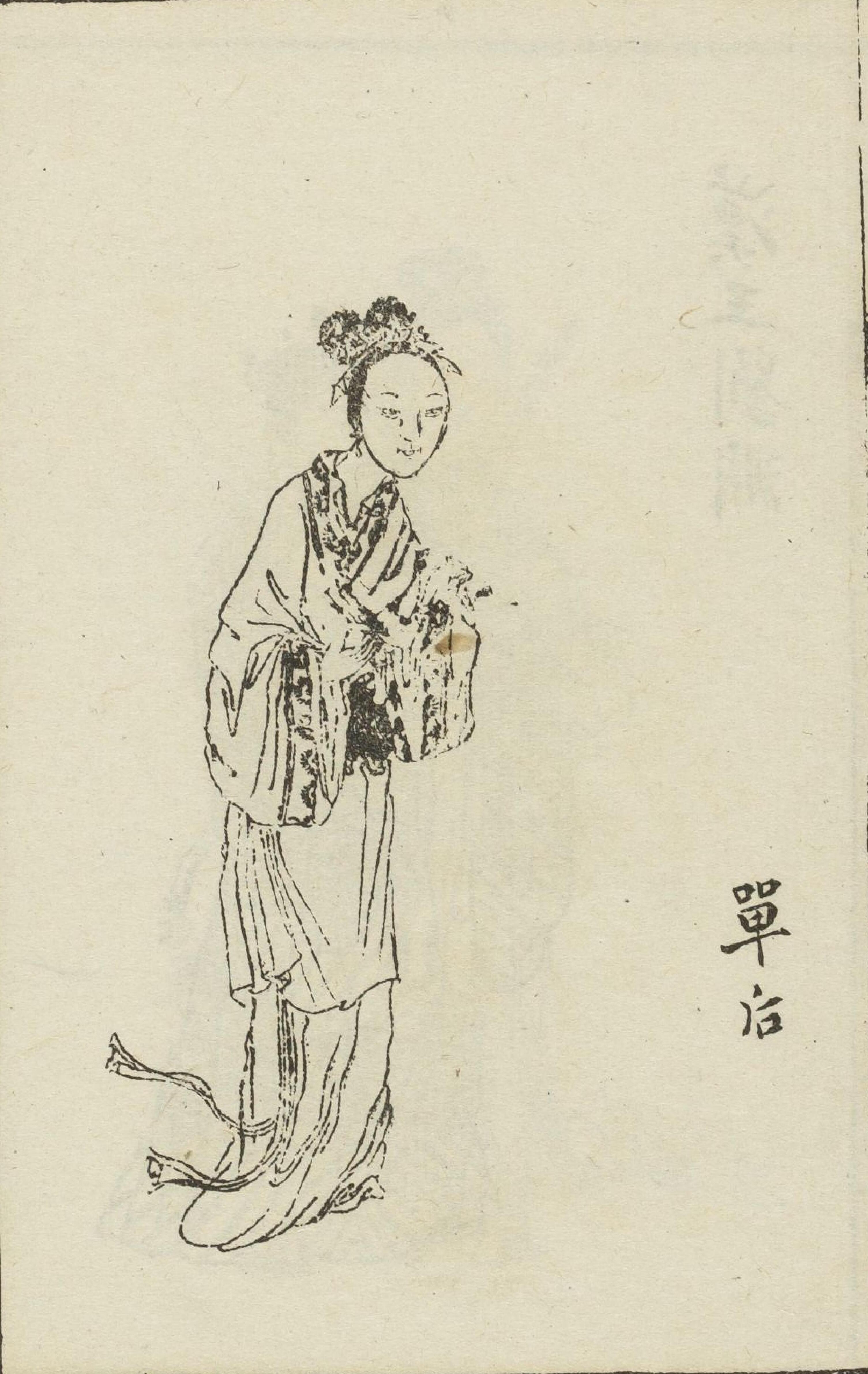
单皇后

单皇后（3世纪—310年），十六国之匈奴汉国光文帝刘渊的第二任皇后。
她是氐族首领單徵的女儿，河瑞二年（310年）正月时單氏已被刘渊立为皇后，同时立第一任皇后呼延皇后的儿子刘和为皇太子。
当年六月刘渊死后，刘和即位。他只当了几天皇帝，就被弟弟刘聪杀死。刘聪想让單皇后的儿子劉乂当皇帝，被劉乂婉拒，于是刘聪即位为帝，尊單皇后为皇太后，封劉乂为皇太弟。
單太后有绝色，她和庶子刘聪发生暧昧关系，于匈奴习俗符合，但在汉族传统道德中却属于乱伦。劉乂因此规劝母亲，單太后羞愧而死。